# The Pirates! In an Adventure with Scientists!
The Pirates! In an Adventure with Scientists! (¡Piratas! en España, ¡Piratas! Una loca aventura en Hispanoamérica) es una película de stop-motion que fue lanzada en Estados Unidos, Australia y Nueva Zelanda como The Pirates! Band of Misfits. Fue producida por Aardman Animations en conjunto con Sony Pictures Animation. Fue dirigida por Peter Lord, quien había dirigido Chicken Run. La película fue distribuida por Columbia Pictures y cuyo estreno se produjo el 28 de marzo del año 2012 en Inglaterra y el 27 de abril en Estados Unidos. El filme cuenta con la participación de las voces de Martin Freeman, David Tennant, Salma Hayek, Jeremy Piven, y de Imelda Staunton.

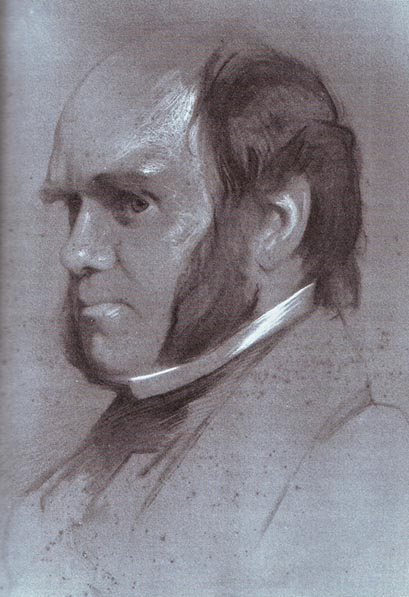
Charles Darwin, el naturalista inglés, interpreta un rol importante en la película; con una historia alterna de un fragmento de su vida.

## Trama
La historia comienza en el Londres de 1837 con la Reina Victoria y el Almirante Cuthbert Collingwood quienes demuestran su odio por los piratas y su deseo de acabar con ellos. Después es presentada la tripulación de piratas inadaptados en su noche de jamón y presentan a su extraña mascota Polly y a su inexperto capitán.
El Capitán Pirata es un hombre barbudo inexperto en el ideal de los piratas, quien lidera a una tripulación de hombres similares a él, quienes nunca habían robado tesoros reales ya que eran aficionados. Para demostrarse ser el mejor, el Capitán se inscribe en los Premios al Pirata del Año, solo para descubrir que sus rivales Black Bellamy y Cutlass Liz tenían todo a favor. Aún deprimido por la posición de sus rivales, se inscribe. El capitán decide demostrar su valor robando oro, solo para deprimirse más: en ocho barcos en los que tomó por asalto, ninguno tenía oro. No obstante, ven un navío e irrumpen en el Beagle, donde solo capturan a Charles Darwin (interpretado por David Tennant). Al entrar éste en el barco, sin embargo, descubre que el pirata tenía al último ejemplar del extinto dodo, al que el pirata confundió con un loro y había llamado Polly. Darwin ruega que le entregue al dodo para poder presentarlo en la reunión en la que se decidirá el «Científico del Año» en la Royal Society en Inglaterra. A pesar  de que Número 2, uno de los marineros, le ruega no confiar en él decide partir hacia Londres, a pesar de que la Reina Victoria del Reino Unido amenaza a los piratas de muerte.
Darwin quería al dodo para ganarse el amor de la Reina Victoria. En casa del científico, son recibidos por un chimpancé entrenado de nombre Señor Bobo, quien lo entrena para robar a Polly. Después de un intento frustrado, el Pirata Capitán decide esconderlo y presentarlo él mismo disfrazándose de científico. En la ceremonia, el pirata muestra al dodo ante los científicos, pero solo obtiene un pequeño trofeo, una colección de libros y la oportunidad de conocer a la Reina Victoria. La reina los recibe, pero en el diálogo de agradecimiento revela por error su identidad, por lo que deciden cortarle la cabeza. Darwin convence a la reina de perdonar su vida a cambio de conseguir el ave. La reina perdona al pirata y se retiran.
Una vez fuera, Darwin convence al Capitán de brindar por su salvación, dejando a su tropa abandonada. Tras la celebración, Capitán revela que escondió al dodo en su espesa barba. Darwin y el Señor Bobo logran quitarle al ave, lo que provoca una segunda persecución que los lleva a la Torre de Londres, donde la reina los aguardaba. Después de expulsar a Darwin y a su chimpancé, la Reina Victoria le propone un trato: todo el oro de su escondite secreto a cambio del ave. Después, el Capitán regresa con el motín al barco, y esconde el intercambio de Polly y su no presencia con la excusa del cansancio del ave. Toda la tripulación decide ir a los Premios del Pirata del Año.
Su gran botín le otorga el premio sobre sus rivales, pero Black Bellamy revela el perdón otorgado por la reina, por lo que anulan su victoria, le quitan el premio y le confiscan sus accesorios de pirata. Al salir del recinto, los tripulantes se consuelan por aún tener a Polly, pero Capitán les revela que cambió al dodo por el dinero. Toda la tripulación lo abandona. Capitán decide regresar a Londres solo para vender ropa de bebé (un plan alternativo de vida), pero decide ir luego a visitar a Polly, supuestamente en el zoológico real. No obstante, se encuentra a un deprimido Darwin, quien le revela que la Reina Victoria no quería al animal para conservarlo, sino que forma parte de un club donde líderes mundiales degustan animales exóticos y raros. Capitán enlista a Darwin y roban un dirigible para ir a rescatar a Polly. El Señor Bobo se queda atrás y procede a robar un bote con el que parte tras ellos.
A bordo del QV1, el Capitán y Darwin logran entrar hasta la cocina, pues Capitán es confundido con un chef. Capitán salva al dodo, pero la Reina los descubre e intenta matarlos, aunque son salvados a tiempo por la tripulación, quienes habían sido avisados por el señor Bobo. En un intento de un golpe final de la reina, esta cae en un almacén de polvo de hornear por un impacto de un barril de vinagre, lo cual provoca una reacción violenta que hunde al barco. La reina escapa en el dirigible, pero condena al Capitán y le amenaza con ir tras él. Esto alegra a la tripulación.
Con su reputación como pirata restaurada y por las nubes, el Capitán descubre que piden cien mil doblones por él. Logra ganar el Premio del Pirata del Año, lo que eleva su autoestima y como favor, dejan a Darwin en las Islas Galápagos, donde encuentra al amor de su vida. El señor Bobo termina uniéndose a la tripulación como miembro de pleno derecho.

## Reparto
| Personaje                      | Actor original (R.U.) | Actor original (EE. UU.) | Actor de doblaje (Hispanoamérica) | Actor de doblaje (España) |
| ------------------------------ | --------------------- | ------------------------ | --------------------------------- | ------------------------- |
| Pirata Capitán                 | Hugh Grant            | Hugh Grant               | Raúl Anaya                        | José Coronado             |
| Pirata con bufanda/Nº 2        | Martin Freeman        | Martin Freeman           | Óscar Flores                      | Ángel de Gracia           |
| Victoria del Reino Unido       | Imelda Staunton       | Imelda Staunton          | Laura Luz                         | Aurora García             |
| Charles Darwin                 | David Tennant         | David Tennant            | Gabriel Ortiz                     | Albert Trifol Segarra     |
| Black Bellamy                  | Jeremy Piven          | Jeremy Piven             | Ricardo Tejedo                    | Luis Posada               |
| Sablazo Liz                    | Salma Hayek           | Salma Hayek              | Salma Hayek                       | Salma Hayek               |
| Pata palo Hastings             | Lenny Henry           | Lenny Henry              | Gerardo Vásquez                   | Rafael Calvo              |
| Rey Pirata                     | Brian Blessed         | Brian Blessed            | Joaquín Cosío                     | Miguel Ángel Jenner       |
| Pirata albino                  | Russell Tovey         | Anton Yelchin            | Carlo Vázquez                     | Andrés Iniesta            |
| Pirata con gota                | Brendan Gleeson       | Brendan Gleeson          | Luis Daniel Ramírez               | Xavier De Llorens         |
| Pirata de curvas sorprendentes | Ashley Jensen         | Ashley Jensen            | Gaby Ugarte                       | ¿?                        |
| Pirata que adora los gatitos   | Ben Whitehead         | Al Roker                 | Miguel Ángel Ghigliazza           | Alfonso Vallés            |